# Saccharum contortum
Saccharum contortum là một loài thực vật có hoa trong họ Hòa thảo. Loài này được (Elliott) Nutt. miêu tả khoa học đầu tiên năm 1818.